# David Villavicencio
Villavicencio  Narváez est un nom espagnol. Le premier nom de famille, en général paternel, est Villavicencio ; le second, en général maternel, souvent omis, est Narváez.
Jonathan David Villavicencio Narváez, né le 21 mai 1991 à Ibarra, est un coureur cycliste équatorien.

## Biographie
Originaire d'Ibarra, David Villavicencio commence le cyclisme à l'âge de neuf ans. En tant que coureur junior, il remporte la Vuelta de la Juventud Ecuador, et termine troisième du Trophée des Ardennes flamandes en Belgique. En 2010, il rejoint le club français du CC Nogent-sur-Oise,. Il décide cependant dans un premier temps de mettre un terme à sa carrière à seulement 19 ans.
Il effectue son retour à la compétition à 21 ans. Au cours de l'année 2014, il s'adjuge deux étapes et le classement des metas volantes au Tour de l'Équateur. 
En 2016, il rejoint l'équipe continentale Ecuador. Non conservé en fin d'année par sa formation, il songe alors de nouveau à prendre sa retraite sportive, avant de prendre finalement prendre contact par l'intermédiaire de son père avec l'équipe amateur espagnole Esteve-Chozas, qui lui accorde une place au sein de son effectif pour la saison suivante.
Résidant désormais en Espagne, il décroche son premier succès en 2017 au mois de mars, à l'occasion du Trofeo Santísimo Cristo de la Sala à Bargas. Toujours au printemps, il remporte le Gran Premio Paco Nieves, le Gran Premio V Centenario puis le Gran Premio Salchi. Sur les courses par étapes du calendrier national, il se classe 6e d'une étape sur le Tour d'Alicante, 5e et deux fois 6e d'étapes sur le Tour de Lleida. Durant l'été, il obtient une nouvelle victoire sur le Trofeo Ciclista Circuito de Hervás.

## Palmarès
- 2008
  - Vuelta de la Juventud Ecuador
- 2009
  - 3e du Trophée des Ardennes flamandes
- 2014
  - 7e et 10e étapes du Tour de l'Équateur
- 2015
  - 1re étape de la Vuelta a la Costa Ecuador
- 2017
  - Trofeo Santísimo Cristo de la Sala
  - Gran Premio Paco Nieves
  - Gran Premio V Centenario
  - Gran Premio Salchi
  - Trofeo Ciclista Circuito de Hervás
- 2018
  - 6e étape du Tour de l'Équateur